# Star Trek: Picard/Staffel 3
Dieser Artikel behandelt die von Februar 2023 bis April 2023 veröffentlichte, 10-teilige dritte Staffel der US-Fernsehserie Star Trek: Picard. In dieser Staffel sind neben Patrick Stewart auch die anderen Darsteller aus Raumschiff Enterprise – Das nächste Jahrhundert LeVar Burton, Michael Dorn, Jonathan Frakes, Gates McFadden, Marina Sirtis und Brent Spiner zu sehen. Vom Hauptcast der zweiten Staffel sind hingegen neben Patrick Stewart nur noch Michelle Hurd und Jeri Ryan dabei.

## Episoden
| Nr. (ges.) | Nr. (St.) | Deutscher Titel        | Originaltitel       | Erstveröffentlichung USA | Deutschsprachige Erstveröffentlichung (D/A/CH) | Regie             | Drehbuch                           | Länge  |
| --- | --------- | ---------------------- | ------------------- | ------------------------ | ---------------------------------------------- | ----------------- | ---------------------------------- | ------ |
| 21 | 1         | Die nächste Generation | The Next Generation | 16. Feb. 2023            | 17. Feb. 2023                                  | Doug Aarniokoski  | Terry Matalas                      | 53 min |
| Im 25. Jahrhundert wird die SS Eleos mit Dr. Beverly Crusher an Bord von einer unbekannten außerirdischen Rasse angegriffen. Beverly wird bei einem Schusswechsel schwer verletzt und sendet gerade noch einen Notruf an ihren ehemaligen Sternenflottenkapitän, den pensionierten Admiral Jean-Luc Picard. Picard und seine Geliebte Laris planen derweil auf der Erde eine Reise nach Chaltok IV, als er Beverlys Nachricht erhält. Laris ermutigt ihn zu gehen. Picard wendet sich daher an seinen ehemaligen ersten Offizier, Captain William Riker, und beide sind entschlossen, Beverly zu helfen. Um an ein Schiff zu kommen, welches sie an Beverlys Standort transportiert, inszenieren Riker und Picard eine Überraschungsinspektion an Bord von Rikers ehemaligem Schiff, der USS Titan-A, und planen, den neuen Captain Liam Shaw davon zu überzeugen, sich zu Beverlys Aufenthaltsort zu begeben, ohne ihre Absichten zu verraten. Es gelingt ihnen nicht, Shaw zu überzeugen, aber sein erster Offizier, Picards Freundin Seven of Nine, ignoriert Shaws Befehle und ändert den Kurs der Titan. Auf M'talas Prime sucht die Geheimdienstoffizierin der Sternenflotte, Raffaella Musiker, nach einem gestohlenen Quantentunnelgerät, von dem ihr unbekannter Auftraggeber befürchtet, dass es für einen Terroranschlag verwendet werden könnte. Sie ist bereits kurz davor, es zu finden, als es zur Zerstörung einer Einrichtung der Sternenflotte eingesetzt wird. Derweil gehen Picard und Riker an Bord der Eleos. Hier finden sie die schwer verletzte Beverly und ihren ihnen bis dahin unbekannten Sohn Jack vor, als ein großes unbekanntes Schiff auftaucht. |           |                        |                     |                          |                                                |                   |                                    |        |
| 22 | 2         | Abgezogen              | Disengage           | 23. Feb. 2023            | 24. Feb. 2023                                  | Doug Aarniokoski  | Christopher Monfette & Sean Tretta | 49 min |
| In einer Rückblende inspizieren die Fenris-Ranger die SS Eleos und melden einer Frau die Anwesenheit von Jack. Zwei Wochen später hindern Picard und Riker das unbekannte Schiff, Jack zu entführen. Beim Angriff des Schiffs auf die SS Eleos wird das Shuttle der Titan zerstört und Beverlys Stasiskapsel beschädigt. Als ein Transportversuch durch Picard verhindert wird, versucht das fremde Schiff, mit einem Traktorstrahl die SS Eleos heranzuziehen, doch die USS Titan stellt sich dazwischen und beamt Picard, Riker, Jack und die Stasiskapsel mit Beverly an Bord. Das fremde Schiff outet sich als Würger, in Anlehnung an die Vogelart, Captain ist eine mysteriöse Frau namens Vadic. Sie verlangt die Auslieferung von Jack, und unterstreicht ihr Verlangen, indem sie mittels Traktorstrahl die SS Eleos auf die USS Titan schleudert, die dadurch beschädigt wird. Shaw lässt Jack verhaften, während Beverly sich auf der Krankenstation erholt. Inzwischen sucht Raffi nach dem Angriff auf M'talas Prime nach den Hintermännern und findet eine Spur zu dem Ferengi-Kriminellen Sneed. Ihr Auftraggeber verlangt jedoch, dass sie keine weiteren Nachforschungen anstellt. Sie widersetzt sich ihm und konfrontiert Sneed in einer Bar mit den Anschuldigungen. Um Sneed zu beweisen, dass sie nicht für die Sternenflotte arbeitet, nimmt sie eine von ihm angebotene Droge. Sneed offenbart daraufhin, dass er ihren Betrug durchschaut hat und will sie töten, als ein Angreifer Sneeds Wachen überwältigt und Sneed enthauptet. Der Angreifer entpuppt sich als Worf und knurrt im Gehen: „Ich habe doch gesagt, dass Sie nicht weiter eingreifen sollen!“ Auf der USS Titan entkommt Jack aus der Arrestzelle und will sich Vadic ausliefern, um das Schiff und seine Mutter zu retten. Captain Shaw will gerade den Transport von Jack befehlen, als Riker mit Beverly auf die Brücke kommt und Picard erkennt, dass Jack sein Sohn ist. Er verhindert den Transport, übernimmt das Kommando und befiehlt der Titan-Besatzung die Flucht, während die Würger die Verfolgung aufnimmt.               |           |                        |                     |                          |                                                |                   |                                    |        |
| 23 | 3         | 17 Sekunden            | Seventeen Seconds   | 2. März 2023             | 3. März 2023                                   | Jonathan Frakes   | Jane Maggs & Cindy Appel           | 56 min |
| Die Würger greift die USS Titan an, die sich daraufhin in einem Nebel versteckt. Bei dem Angriff wird Captain Shaw schwer verletzt, der das Kommando an Riker übergibt. Beverly hatte Picard nichts von der Existenz seines Sohnes erzählt, um Jack vor Attentatsversuchen auf ihn zu schützen. Jack und Seven finden heraus, warum Vadic die Titan orten und immer wiederfinden kann, denn ein Fähnrich lässt giftige Gase heimlich in den Weltraum ab. Sie stellen fest, dass der Saboteur ein Wechselbalg ist. Picard rät Riker, die Würger mit Hilfe der Gase zu täuschen und in eine Falle zu locken. Aber Riker versucht stattdessen, mit der Titan aus dem Nebel zu fliehen, um weitere Verluste zu vermeiden. Als der Saboteur mittels einer Explosion erfolgreich verhindert, dass die Titan auf Warp-Geschwindigkeit gehen kann, bleibt Riker keine Alternative zum Vorschlag Picards. Aber es ist zu spät, denn Vadics Schiff erzeugt Portale, mit denen die Torpedos der Titan zu einem anderen Ort bewegt werden. Nach erneuten Treffern treibt die Titan manövrierunfähig ins Zentrum des Nebels, wo sich eine Gravitationsanomalie befindet. Raffi findet sich an Bord der La Sirena wieder. Worf möchte nun direkt mit ihr zusammenarbeiten. Sie nehmen den mutmaßlichen Attentäter von M'talas Prime gefangen und entlarven ihn als einen weiteren Formwandler. Worf erklärt, dass die Wechselbälger wegen der Kapitulation des Dominion im Jahr 2375 gespalten sind. Die Fraktion, die sich an der Föderation rächen will, könnte die Portaltechnologie gestohlen haben, um einen schwerwiegenderen Diebstahl zu vertuschen. |           |                        |                     |                          |                                                |                   |                                    |        |
| 24 | 4         | Die Pattsituation      | No Win Scenario     | 9. März 2023             | 10. März 2023                                  | Jonathan Frakes   | Terry Matalas & Sean Tretta        | 58 min |
| Die Titan befindet sich in einer aussichtslosen Situation. Sie hat nur noch wenig Energie und treibt in die Gravitationsanomalie. Picard sucht das Gespräch mit seinem Sohn, der jedoch nur aus Höflichkeit zuhört. Picard erinnert sich an ein Erlebnis vor 5 Jahren, als ihn mehrere Kadetten vom Essen abhielten und ihn über gefährliche Situationen seines Lebens ausfragten. Er erkennt, dass sein Sohn einer dieser jungen Leute war und ihn nach seiner Familie fragte. Picard hatte geantwortet, dass seine Besatzung genug Familie sei. Das war offenbar der Grund, weshalb sein Sohn nie wieder den Kontakt zu ihm suchte. Captain Shaw stört das Gespräch Picards mit dessen Sohn und erzählt von der Schlacht bei Wolf 359, als er beim Angriff der Borg unter Locutus willkürlich von einem Leutnant ausgesucht wurde und zu den letzten zehn Geretteten gehörte. Beverly bemerkt, dass die Stöße der Gravitationsanomalie die gleiche Regelmäßigkeit wie die Wehen einer Schwangeren aufweisen. Es gelingt, Riker davon zu überzeugen, einen letzten verzweifelten Rettungsversuch zu unternehmen, bei dessen Scheitern alle sofort sterben würden anstatt noch ein paar Stunden leben zu können. Jede verbliebene Energie einschließlich der Lebenserhaltung wird daraufhin in die Steuerdüsen umgeleitet, um bei der letzten „Wehe“ auf deren Welle zu „surfen“ und deren Energie aufnehmen zu können. Nachdem Seven den Formwandler entlarvt und getötet hat, gelingt es allen durch gemeinsames Handeln, den Rettungsplan erfolgreich umzusetzen. |           |                        |                     |                          |                                                |                   |                                    |        |
| 25 | 5         | Wechselbälger          | Imposters           | 16. März 2023            | 17. März 2023                                  | Dan Liu           | Cindy Appel                        | 55 min |
| Riker gibt das Kommando über die Titan an Shaw zurück. Shaw kontaktiert die Sternenflotte, die sofort die USS Intrepid schickt, um Picard und Riker zu verhören. Das Verhörteam wird von Ro Laren geleitet, die die Sternenflotte Jahre zuvor verraten hatte, indem sie zum Maquis überlief, aber nach ihrer Gefangenschaft zurückkehrte. Beverly stellt bei der Autopsie des Wechselbalges fest, dass die Wechselbälger inzwischen ihre Form länger beibehalten und sich der Körperscantechnologie entziehen können. Sie benachrichtigt Picard, der jedoch von Ro bedroht und ins Holodeck gezwungen wird, um vertraulich mit ihm sprechen zu können. Ro vermutet, dass die Wechselbalg-Verschwörung die höchsten Ebenen der Sternenflotte und sowohl die USS Intrepid als auch die USS Titan erfasst hat. Picard erkennt, dass er ihr immer noch vertraut. Sie versöhnen sich, bevor Ro Picard zum Abschied ihren Ohrring schenkt. Ro steuert ihr Shuttle, aber Saboteure der Wechselbälger platzieren eine Bombe an Bord. Um Picard die Flucht zu ermöglichen, steuert sie ihr Shuttle auf Kollisionskurs in die USS Intrepid und opfert sich selbst. Picard und Riker erkennen, dass Ro's Ohrring die von ihr gesammelten Informationen und einen Kommunikator enthält. Derweil setzen Worf und Raffi ihre Ermittlungen zum Angriff auf M'Talas Prime fort und treffen auf den vulkanischen Kriminellen Krinn, der sie zu einem Duell gegeneinander zwingt. Raffi ersticht Worf scheinbar, aber Worf hatte sich nur tot gestellt. So gelingt es ihm, Krinns Schergen zu töten und Krinn zu zwingen, wichtige Informationen über den Angriff preiszugeben. Worf kontaktiert Picard und Riker über den Ohrring von Ro, gerade als die Titan beginnt, vor der Intrepid zu fliehen. |           |                        |                     |                          |                                                |                   |                                    |        |
| 26 | 6         | Die Bounty             | The Bounty          | 23. März 2023            | 24. März 2023                                  | Dan Liu           | Christopher Monfette               | 53 min |
| Worf und Raffi kommen an Bord der USS Titan und entwickeln zusammen mit der Besatzung einen Plan, um in die Daystrom-Station eindringen zu können. Die USS Titan ist jedoch gezwungen zu fliehen, als Schiffe der Sternenflotte eintreffen. Picard sucht Hilfe bei Geordi La Forge, seinem ehemaligen Chefingenieur, inzwischen Leiter des Flottenmuseums. Das Außenteam entdeckt, dass ein Androide vom Typ Soong, der die Erinnerungen von Data, B-4, Lal, Lore und Altan Soong enthält, das Herzstück von Daystrom ist und auch die gesuchte Projektdatenbank enthält. Ausgestattet mit einer klingonischen Tarnvorrichtung, die Jack (der an Picards altem neurologischen Leiden leidet) und die Töchter von La Forge vom Bird of Prey HMS Bounty aus dem Sternenflottenmuseum stehlen, kehrt die Crew zu Daystrom zurück, wo sie das Außenteam zurück an Bord beamen – allerdings ohne Riker, der gefangen genommen wird. Der Androide offenbart, dass es sich bei dem von den Wechselbälgern gestohlenen Gegenstand um den originalen toten organischen Körper von Jean-Luc Picard handelt. Riker wird derweil an Bord der Würger gebracht, wo er mit seiner Frau Deanna Troi wiedervereint wird, die ebenfalls von den Wechselbälgern entführt worden war. |           |                        |                     |                          |                                                |                   |                                    |        |
| 27 | 7         | Dominion               | Dominion            | 30. März 2023            | 31. März 2023                                  | Deborah Kampmeier | Jane Maggs                         | 47 min |
| Die USS Titan versteckt sich inmitten von Schiffswracks im Kampfgebiet der Chin’toka. Geordi arbeitet gegen Lores Persönlichkeit, um Datas Dominanz über den Verstand des Androiden wiederherzustellen. Worf und Raffi fliegen mit der La Sirena auf eine weitere Aufklärungsmission. Seven versucht, mit ihrem ehemaligen Crewmitglied Tuvok Kontakt aufzunehmen. Der Befragte besteht Sevens ersten Vertrauenstest, versagt aber bei ihrem zweiten und entpuppt sich als Wechselbalg. Das Schicksal des echten Tuvoks bleibt unklar. Picard, der vermutet, dass die Wechselbälger seinen Leichnam benutzen wollen, um die Jubiläumsfeierlichkeiten der Sternenflotte ins Visier zu nehmen, entwickelt einen Plan, um Vadic und ihre Crew auf der USS Titan mit Kraftfeldern in eine Falle zu locken. Dabei benutzt er Jack, der telepathische Fähigkeiten entwickelt, und Sidney als Köder. Vadic tappt in die Falle; Picard und Beverly verhören sie. Vadic enthüllt, dass sie eine von zehn Wechselbälgern war, an denen Ärzte der Sternenflotte qualvolle Experimente durchführten, um eine Rasse von Superspionen zu entwickeln. Geordi gelingt es nicht, Data rechtzeitig wiederzubeleben, um Lore daran zu hindern, die Computer der Titan zu übernehmen und die Kraftfelder zu deaktivieren. Dadurch kann Vadic entkommen, stürmt die Brücke der USS Titan und verkündet, dass sie Jacks wahre Natur kennt. |           |                        |                     |                          |                                                |                   |                                    |        |
| 28 | 8         | Unterwerfung           | Surrender           | 6. Apr. 2023             | 7. Apr. 2023                                   | Deborah Kampmeier | Matt Okumura                       | 52 min |
| Vadic hat die komplette Kontrolle über die Titan übernommen, die Systeme an Bord gesperrt und droht, alle 10 Minuten ein Besatzungsmitglied zu töten, solange Jack Crusher sich weiter auf dem Schiff versteckt hält. Jack offenbart daraufhin Picard und Crusher seine Fähigkeit, einen anderen Körper zu übernehmen. Doch der Versuch, damit Vadic auf der Brücke die Kontrolle zu entreißen, scheitert in letzter Sekunde. Picard überzeugt daraufhin Geordi, die psychische Barriere zwischen Data und Lore im Innern des Androiden abzuschalten, in der Hoffnung, dass sich dadurch Datas Persönlichkeit gegen die von Lore durchsetzen kann. In diesem inneren Konflikt erkennt Data, dass er Lore nicht einfach überwältigen kann. Deshalb übergibt er ihm all seine Erinnerungsstücke und erlangt auf diese Weise die volle Kontrolle über den Androiden. Data gelingt es daraufhin, mit seinen überlegenen positronischen Fähigkeiten, die Kontrolle über die Titan zurückzuerhalten, während Jack sich auf der Brücke Vadic stellt, um den anderen etwas Zeit zu verschaffen. Er aktiviert einen Schild und es gelingt der Crew durch vollständige Dekompression der Brücke, Vadic und ihre Crew ins Weltall zu befördern, wo sie umkommen. Worf findet indes Picards Leiche (mit seinem zu Forschungszwecken entfernten Scheitellappen) auf der Würger und rettet zusammen mit Raffi Riker und Troi, die die meiste Zeit ihrer Gefangenschaft damit verbracht hatten, über ihre Eheprobleme und ihre Abenteuerlust zu diskutieren. Sie alle kehren an Bord der Titan zurück, wo nun die Führungsoffiziere der Enterprise-D wieder vereint sind. Die Würger wird auf Shaws Befehl hin zerstört. Troi ermutigt in einer Therapiesitzung Jack, sich seiner Angst und seinem „Anderssein“ zu stellen und mit ihrer Hilfe durch die rote Tür zu gehen, die er in seinen Visionen sieht. |           |                        |                     |                          |                                                |                   |                                    |        |
| 29 | 9         | Võx                    | Võx                 | 13. Apr. 2023            | 14. Apr. 2023                                  | Terry Matalas     | Sean Tretta & Kiley Rossetter      | 48 min |
| Troi erkennt in der Therapiesitzung, dass Jack mit den Borg verbunden ist. Sie sind die Quelle aller Stimmen, die er hört. Jack macht sich auf den Weg, um mit ihnen abzurechnen, was dazu führt, dass er von der Borg-Königin gefangen genommen wird. Während die Titan zu den Jubiläumsfeierlichkeiten der Sternenflotte in Richtung Erde fliegt, finden Data, Geordi und Beverly heraus, warum die abtrünnigen Wechselbälger Picards Leiche gestohlen haben: Sie haben mit den Borg zusammengearbeitet. Die Wechselbälger kopierten Picards von den Borg veränderte DNS und modifizierten sämtliche Transporter so, dass diese die Veränderungen in alle Benutzer implantieren. Wirksam werden sie aber nur bei denjenigen, deren Scheitellappen sich noch entwickeln – bei Menschen bis zum Alter von 25 Jahren. In ihrer Rede erwähnt Admiralin Shelby, dass die Schiffe der Flotte alle per Signalen miteinander verbunden sind. Picard informiert Shelby über die Taten der Borg, aber es ist zu spät, denn die Borg lösen die Assimilation der gesamten Flotte aus, einschließlich Geordis Töchtern, und töten Shelby. Shaw opfert sich, um die Titan vor den Borg zu verteidigen, und übergibt das Kommando an Seven, die mit Raffi an Bord zurückbleibt. Geordi fliegt daraufhin die verbliebene Besatzung mit einem Shuttle zum Sternenflottenmuseum, wo er enthüllt, dass er die Enterprise-D nach ihrem Absturz heimlich wiederhergestellt hat. Diese ist nun das einzige funktionsfähige Raumschiff, das nicht mit den anderen Schiffen der Flotte verbunden ist. Die alte Besatzung der Enterprise-D macht sich auf den Weg, um die Föderation vor den Borg zu retten. |           |                        |                     |                          |                                                |                   |                                    |        |
| 30 | 10        | Die letzte Generation  | The Last Generation | 20. Apr. 2023            | 21. Apr. 2023                                  | Terry Matalas     | Terry Matalas                      | 63 min |
| Picard und die Crew der Enterprise finden einen Borg-Kubus, der sich in den Wolken des Jupiter versteckt hält. Seven erobert die Titan von der assimilierten Besatzung zurück und greift die Flotte an. Worf, Riker und Picard infiltrieren den Kubus. Picard klinkt sich in das zentrale Borg-Bewusstsein ein, um Jack vor dem Einfluss der Borg-Königin zu retten. Die Königin enthüllt, dass die Überreste des Kollektivs nach Kathryn Janeways Erregerangriff, der die Borg dezimierte, eine Vereinbarung mit den abtrünnigen Wechselbälgern getroffen haben, um die Sternenflotte von innen heraus zu zerstören. Sie enthüllt auch ihre Absicht, die frisch assimilierte Jugend der Sternenflotte zu benutzen, um eine neue Generation von Borg zu züchten, die alles andere Leben auslöschen wird. Die assimilierte Flotte setzt derweil die Titan außer Gefecht, zerstört die planetaren Schilde der Erde und beginnt, die großen Städte anzuvisieren. Die Enterprise ortet die Funkbake, die Jacks Kommandosignal ausstrahlt, und zerstört sie, was eine Kettenreaktion auslöst. Picard gelingt es, Jack zu überzeugen, sich von der Königin zu befreien. Die Enterprise beamt Worf, Riker, Picard und Jack hoch und entkommt aus dem explodierenden Kubus. Nachdem die Borg vernichtet sind, wird die Assimilation des jungen Sternenflottenpersonals unwirksam. Die Enterprise-D wird an das Flottenmuseum zurückgegeben. Beverly Crusher entwickelt ein Verfahren zur Entfernung der Borg-DNA und Modifikationen am Transporter, um die verbleibenden Wechselbalg-Infiltratoren zu enttarnen. Seven wird zum Captain befördert. Ein Jahr später bekommt Seven das Kommando über die Titan, die in USS Enterprise-G umgetauft wurde, mit Raffi als erstem Offizier und Jack, jetzt Fähnrich der Sternenflotte, als Sonderberater des Captains. Picard und seine Crew schwelgen bei Drinks und einem Pokerspiel in Guinans Bar in Erinnerungen, nachdem sie für ihre Rechtsverstöße begnadigt wurden. In einer Post-Credit-Szene erhält Jack Besuch von Q, der ihm mitteilt, dass Jacks Prozess gerade erst begonnen hat. |           |                        |                     |                          |                                                |                   |                                    |        |